# Ambrault
Ambrault ist eine französische Gemeinde mit 887 Einwohnern (Stand: 1. Januar 2022) im Département Indre in der Region Centre-Val de Loire; sie gehört zum Arrondissement Issoudun und zum Kanton Issoudun.

## Geographie
Die Gemeinde Ambrault liegt etwa 24 Kilometer ostsüdöstlich von Châteauroux. Die nordöstliche Gemeindegrenze markiert die Théols. Umgeben wird Ambrault von den Nachbargemeinden Vouillon im Nordwesten und Norden, Meunet-Planches im Norden und Nordosten, Bommiers im Osten, Saint-Août im Süden, Sassierges-Saint-Germain im Südwesten und Westen sowie Mâron im Westen.

## Bevölkerungsentwicklung
| Jahr                       | 1962 | 1968 | 1975 | 1982 | 1990 | 1999 | 2006 | 2013 | 2020 |
| Einwohner                  | 819  | 692  | 614  | 642  | 669  | 715  | 805  | 931  | 890  |
| Quellen: Cassini und INSEE |      |      |      |      |      |      |      |      |      |

## Sehenswürdigkeiten
- Kirche Saint-Martin